# Teresa Jiménez Vílchez
María Teresa Jiménez Vílchez (Lanjarón, Granada, 2 de febrero de 1964) es una política española, militante y fue diputada del PSOE en el Parlamento de Andalucía por la circunscripción de Granada. Anteriormente fue consejera de Educación y directora del Instituto Andaluz de la Mujer.

## Biografía
Está licenciada en Filología Hispánica y en Filología Románica por la Universidad de Granada y es profesora de Lengua y Literatura en Secundaria desde 1989.
Está afiliada en el PSOE desde 1986 así como a la UGT y actualmente forma parte del Comité Federal socialista. A nivel local ha ocupado diversos puestos de responsabilidad: secretaria general de la Agrupación Local, concejala en el ayuntamiento de Lanjarón, primera teniente de alcalde. También ha ostentado el cargo de delegada provincial de Educación, directora del Instituto Andaluz de la Mujer entre 2000 y 2004 y delegada de gobierno de la Junta en la provincia de Granada, cargo del que tuvo que dimitir para presentarse a diputada en el parlamento andaluz.
El 21 de abril de 2008, fue nombrada por el presidente de la Junta Manuel Chaves consejera de Educación. No obstante, cuando llega a la presidencia de la Junta José Antonio Griñán, el 21 de abril de 2009 es sustituida por María del Mar Moreno Ruiz.
Fue presidenta de la Comisión Ejecutiva Provincial hasta que en el Congreso Provincial de 2010 dejó ese puesto a Antonio Martínez Caler para acceder a la secretaría general. Fue parlamentaria andaluza entre 2008 y 2022.